# Emmanuel Wanyonyi
Emmanuel Wanyonyi (Nairobi, 1 de agosto de 2004) es un deportista keniano que compite en atletismo, especialista en las carreras de mediofondo.
Participó en los Juegos Olímpicos de París 2024, obteniendo una medalla de oro en la prueba de 800 m. Ganó una medalla de plata en el Campeonato Mundial de Atletismo de 2023, en la misma prueba.
En 2025 fue nombrado «Deportista masculino del año» en los Premios a la Personalidad Deportiva del Año en su país.

## Palmarés internacional
| Juegos Olímpicos   | Juegos Olímpicos   | Juegos Olímpicos | Juegos Olímpicos |
| Año                | Lugar              | Medalla          | Prueba           |
| ------------------ | ------------------ | ---------------- | ---------------- |
| 2024               | París (Francia)    | Medalla de oro   | 800 m            |
| Campeonato Mundial |                    |                  |                  |
| Año                | Lugar              | Medalla          | Prueba           |
| 2023               | Budapest (Hungría) | Medalla de plata | 800 m            |